# Mephisto (Film)
Mephisto ist ein deutsch-ungarisches Filmdrama von István Szabó aus dem Jahr 1981. Sein Drehbuch basiert auf dem gleichnamigen Roman, den Klaus Mann 1936 im Exil geschrieben und veröffentlicht hatte. Der Roman zeichnet schwach verhüllt den beruflichen Aufstieg des Theaterschauspielers, -regisseurs und -intendanten Gustaf Gründgens in der Zeit des Nationalsozialismus nach. Eine frühere Ausgabe des Romans wurde 1966 in der Bundesrepublik Deutschland gerichtlich verboten. Im Frühjahr 1981, als der Film in Cannes aufgeführt wurde und den Preis für das beste Drehbuch und den FIPRESCI-Preis erhielt, erschien der Roman in der Bundesrepublik erneut. Der Film reduziert die Bezüge zu Gründgens und verdichtet die fiktionalisierte Hauptfigur Hendrik Höfgen zum Typus des anpasserischen Charakters und korrumpierbaren Künstlers, der seine Überzeugungen dem beruflichen Erfolg opfert. Gedreht wurde die Koproduktion mit dem Fernsehen in den DEFA-Studios, in Budapest und in Paris. Neben Szabós Inszenierung erregte vor allem Klaus Maria Brandauer in der Hauptrolle Aufsehen und wurde von der Kritik gelobt.

## Handlung
Hendrik Höfgen ist Schauspieler an einem Theater in Hamburg, sehr begabt, aber auch eitel und exzentrisch. Ende der Zwanziger Jahre begeistert er sich für die Idee, Theater für die breitesten Bevölkerungskreise zu entwickeln. Seine Versuche, mit Laienschauspielern „proletarisches Theater“ auf die Bühne zu bringen, scheitern jedoch an seinen überzogenen Ansprüchen gegenüber den Mitwirkenden. Er wendet sich mehrere Male ausdrücklich gegen alle nationalsozialistischen Bestrebungen im Lande. Er ist der Überzeugung, dass man sich schmutzig macht, wenn man sich mit Leuten abgibt, die sich der nationalsozialistischen Richtung verschrieben haben.
Höfgen heiratet die Großbürger-Tochter Barbara Bruckner, ohne von seiner Geliebten, der dunkelhäutigen Juliette, abzulassen. Er bekommt ein Gastengagement an einem Theater in Berlin vermittelt und kann sich dort dauerhaft etablieren, vom Publikum wird er gefeiert. Seine Frau überbringt ihm die Nachricht von der Ernennung Adolf Hitlers zum Reichskanzler. Sie hat den Plan gefasst, Deutschland den Rücken zu kehren, und möchte auch ihn für ihre Emigrationspläne gewinnen. Höfgen jedoch verweist darauf, dass er als Schauspieler an die deutsche Sprache gebunden sei und daher anderswo keine Anstellung fände. Er versucht sich immer wieder zu der Idee zu retten, dass seine Kunst abseits von aller Politik angesiedelt sei. Während des Reichstagsbrandes in Berlin befindet er sich bei Filmaufnahmen in Budapest. Er zögert mit der Rückkehr nach Deutschland, weil er darauf gefasst ist, dass ihm seine Vergangenheit als kommunistischer Agitator zum Verhängnis werden könnte. Von einer dem Machtzirkel nahestehenden Kollegin bekommt er jedoch einen Brief, in dem sie ihm versichert, dass er gute Chancen für weitere Theater-Engagements habe.
Seine größten Erfolge in Berlin erzielt er in der Rolle des Mephisto in Goethes Faust. Bei einer der Aufführungen ist der preußische Ministerpräsident Hermann Göring anwesend. Er ruft den „Mephisto“ in der Aufführungspause zu sich und wird von da an zu seinem Gönner. Höfgen nimmt es in Kauf, dass seine Juliette von den Machthabern des Landes verwiesen wird. Da er sich in das Kalkül der Nazis gut einfügt, wird ihm der Posten des Intendanten des Staatstheaters angeboten, und er nimmt an. Vor der internationalen Presse nimmt er das Regime wortgewandt in Schutz. Der ehemalige Nationalsozialist Hans Miklas will einen Protest gegen das Terrorregime starten und kommt auch zu Höfgen, der ihm jedoch völlig abgeneigt ist. Nachdem die Nazis Miklas ermordet haben und den Tod als angeblichen Autounfall vertuschen, bemerkt Höfgen, dass die Nazis über Leichen gehen, unternimmt jedoch nichts. Als später auch sein Freund Otto Ulrichs aus seiner Wohnung von der Gestapo abgeführt wird, geht Höfgen zum Minister, den er bereits zuvor erfolgreich für einen Freund, der trotz seiner kommunistischen Vergangenheit wieder am Theater Fuß fassen wollte, um Hilfe gebeten hatte. Dieses Mal wird er jedoch hinausgeworfen, da er „nur ein Schauspieler“ sei. Der Nazi warnt ihn davor, sich in politische Dinge einzumischen. Als Höfgen in Paris seine ehemaligen Gönner trifft, merkt er, dass seine einstigen Freunde gegen ihn sind. Am Schluss begeben sich der Ministerpräsident und Höfgen ins Berliner Olympiastadion. Der Ministerpräsident schickt Höfgen in die Mitte des Stadions und lässt ihn dort von Scheinwerfern verfolgen. In einer Situation, in der sich Höfgen auf unangenehme Weise in den Mittelpunkt geschoben fühlt, spricht er die letzten Worte des Films: „Was wollen die von mir? Ich bin doch nur ein Schauspieler.“

## Kritik
Hans Gerhold vom film-dienst fand Brandauer „ungemein brillant“ in einer „schauspielerischen tour de force, die allein den Besuch lohnt“. Er biete ein „intelligentes Psychogramm eines vom Erfolg Besessenen und von den Mächtigen Begünstigten“. „Formal konsequent“ drücke Szabó Höfgens Zwiespältigkeit durch ein Halbdunkel aus. Durch den Verzicht auf eine Entschlüsselung der Figuren als Realpersonen meide der Film den Klatsch und gewinne Allgemeingültigkeit für andere totalitäre Regime. „Dies und die allgemein unaufdringliche Kameraführung, die im Wechsel von Nah- und Großaufnahmen und weiten Totalen, die gelegentlich die Personen umfahren, auch den Wechsel von psychologischem Kammerspiel und ohnmächtiger Beobachtung von Machtabläufen, in die die Kunst buchstäblich verwickelt ist, transparent macht, läßt Mephisto zu einem sehenswerten filmischen Diskurs über Politik und Kultur werden.“
Für den Fischer Film Almanach 1982 war Mephisto „weit mehr als die Verfilmung eines berühmten Schlüsselromans“. Er nannte die Schlussszene, in der Höfgen ruft: „Ich bin doch nur ein Schauspieler!“, „eine großartige Metapher in einem an solchen virtuosen Kunststücken nicht armen Film.“ Brandauer, der den Höfgen „mit einer hinreißenden Leidenschaft“ verkörpere, stelle mit seiner Intensität die anderen Schauspieler „in den Schatten, obschon auch sie hervorragende Leistungen zeigen. Ihm ebenbürtig in der Beherrschung seiner Mittel ist István Szabó […]. Mit dem »Mephisto« ist ihm sein Meisterwerk gelungen.“
Prosaischer sah Uta van Steen vom evangelischen Filmbeobachter die Szene am Ende: Auf das „nur ein Schauspieler“ könne man ergänzen „nur ein kleiner Beamter“ oder „nur ein Lokomotivführer“ und so weiter. Zu Szabós brillantem Stil gehörten Wechsel zwischen Großaufnahmen und Totalen, zwischen Bildern in hellen Pastelltönen und halbdunklen Szenen, hektischen Schnelldurchläufen und ruhigen Einstellungen. Brandauer komme „höchstes Lob“ zu: „Einfühlsam und durchweg glaubwürdig bewältigte er die schwierige Aufgabe, die faszinierende Persönlichkeit Höfgens greifbar zu machen, meisterhaft kontrastiert von DDR-Star Rolf Hoppe als diabolischem General.“

## Themen
Uta van Steen begriff den Film als „Studie über einen erfolgsbesessenen, fast manischen Charakter, der sich in extreme Widersprüche einrichtete, um in und für seine Kunst leben zu können“. So werde deutlich, dass „die Sicherheit einer vom Leben abgespaltenen Existenz im Elfenbeinturm nur Illusion ist.“ Laut dem Fischer Film Almanach ist der Beruf des Schauspielers eine „geniale Metapher“ für „eine Anpassung bis zum Äußersten, bis zum Verlust des eigenen Ichs.“ Zwar sei der Mephisto Höfgens „Paraderolle“, doch „im Leben ist er nicht der Verführer, sondern der Verführte“. Er schließe einen Pakt mit dem Teufel, der in der Gestalt des Ministerpräsidenten „keineswegs wie ein Teufel auftritt. Er braucht keine Gewalt, ihm stehen andere Mittel zur Verfügung.“ Höfgen schaffe den Aufstieg durch Verrat an anderen Menschen und liefere sich „von Angst, von Ehrgeiz und Genie“ zerfressen der Macht aus.
Gerhart Waeger räsonierte in Zoom über die „erstaunliche Leistung“ Brandauers. „Sein Höfgen gerät durch rein interpretatorische Mittel in fast gespenstischer Weise zur charakterlichen «Unperson», die zunächst nur im Rollenspiel auf der Bühne ein «Gesicht» bekommt, später aber Wege findet, auch im Privatleben eine «Rolle» spielen und Persönlichkeit damit wenigstens vortäuschen zu können.“ Höfgen ist ein Schauspielertyp, der wenig eigene Persönlichkeit hat und deshalb umso leichter in Rollen hineinschlüpfen kann. „Dass die Figur des Mephisto Höfgens Glanzrolle ist, zeigt nur, wie wenig er selber zum Verführer taugt.“ Deshalb passt er sich um jeden Preis den Verhältnissen an: „Denn eine Rolle zu spielen – auf der Bühne wie im Privatleben – ist für Höfgen die einzige Möglichkeit der Existenz; Die Maske des Schauspielers verdeckt die Gesichtslosigkeit des Individuums.“ Ähnlich gebe Rolf Hoppe keine Göring-Karikatur ab, sondern den „Typus des kalten Machtmenschen, der innerlich ebenso hohl wie Höfgen ist und sein Gesicht erst durch die (in diesem Fall politische) Rolle erhält, die er spielt: Höfgen und der «General» erscheinen bei Szabó bis in die Bildgestaltung hinein als zwei Schmierenkomödianten des Unheils […]“. Uta van Steen hielt Höfgen für jemanden, der das Leben mit Theater gleichgesetzt hat. Zu Beginn seiner Laufbahn engagiert er sich entschieden „für das Konzept des totalen Theaters […], das die Grenze überwindet zwischen Akteuren und Publikum. Dann […] kamen die Nazis und inszenierten ihr totales Theater, dessen Bühne die Welt und williges Werkzeug Höfgen war.“ Der Schauspieler habe das Leben mit Theater gleichgesetzt.

## Auszeichnungen
Der Film erhielt 15 Filmpreise und wurde für 5 weitere nominiert.
- 1981: Internationale Filmfestspiele von Cannes 1981: Preis für das beste Drehbuch und FIPRESCI-Preis. Außerdem nominiert für die Goldene Palme.
- 1982: Oscar für den besten fremdsprachigen Film.
- 1982: David di Donatello für den besten ausländischen Film und für den besten ausländischen Schauspieler (Brandauer)
- 1982: Preis des National Board of Review für den besten fremdsprachigen Film
- 1982: Gilde-Filmpreis in Silber für den besten ausländischen Film

## Verwendete Dramen und Musikstücke
Der Film enthält Zitate aus Bertolt Brechts Der Brotladen und Goethes Faust.
Soundtrack
- Couplet aus Gräfin Dubarry von Karl Millöcker, gesungen von Magda Kalmár
- Ich wollte, meine Liebe ergösse sich von Felix Mendelssohn Bartholdy, Text von Heinrich Heine
- Lumpenlied, Musik von Béla Reinitz auf einen Text von Erich Mühsam, gesungen von Klaus Maria Brandauer
- Mephisto-Walzer von Franz Liszt
- Frühlingsstimmen von Johann Strauss
- Im Grunewald von Franz Meißner
- Mephisto – Improvisation von Aladár Pege

## Veröffentlichung
Premiere des Films war am 11. Februar 1981 in Ungarn.
Im Fernsehen der DDR war der Film erstmals am 1. Januar 1983 zu sehen, im Fernsehen der Bundesrepublik Deutschland am 30. Januar 1983 um 21.30 Uhr in der ARD.